# ベンツ (ニホンザル)

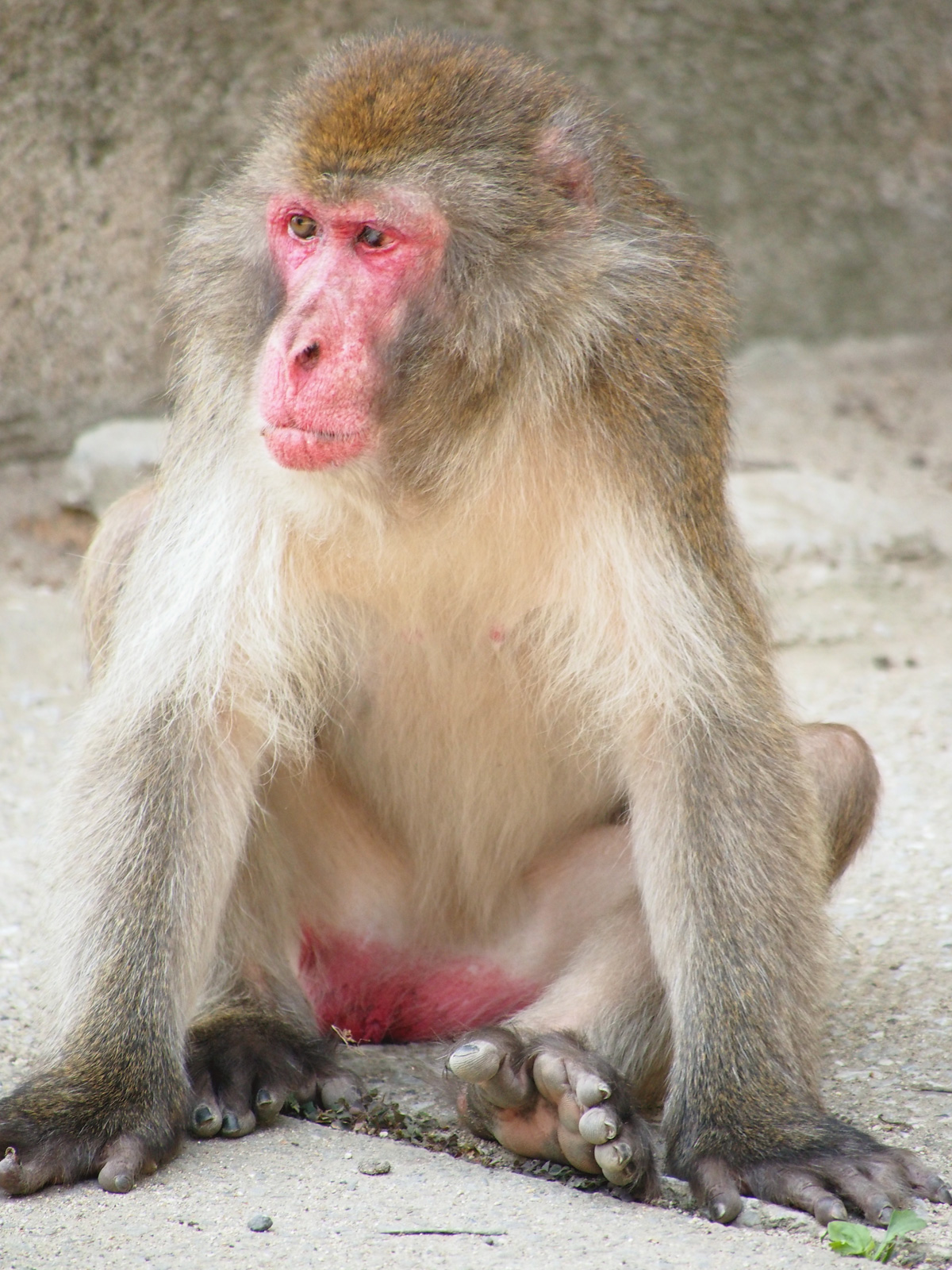
ベンツ（2013年8月撮影）

ベンツは、大分県大分市高崎山の高崎山自然動物園のニホンザルで、B群の第9代αオス（ボス猿）、C群の第9代αオス。

## 生涯

### 2つの群でαオスに
1987年に最年少の推定9歳で当時A - C群の3つあった群れのうちのB群のαオスとなった。しかし、1990年2月、C群の雌ザルを追い回して自分の群れを離れ、αオスの座を追われることになった。
C群に移ったベンツは、最下位から徐々に地位を向上して、2000年にはナンバー2となった。2001年から2002年にかけては、最大の群れであったA群との抗争の中心となり、争いに敗れたA群はサル寄せ場に姿を見せなくなった。2011年2月には、在任期間が歴代最長であったゾロの後を継いで、C群の第9代αオスに就任した。異なる2つの群でαオスになったのは、高崎山では初めてのことである。就任時の年齢は推定33歳で、これは人間に換算すると100歳以上にあたる。

### 失踪と復権
2013年9月14日から行方不明となっていたが、同年10月1日、園から約6km東の大分市内の市街地で発見され、保護された。高齢で長期間群れを離れていたため、αオスとして復帰できるか不安視されたが、10月5日にαオスとして受け入れられたことが確認された。ベンツの復帰が話題となったため、高崎山自然動物園の10月の入場者は例年の約1.4倍に増加し、大分市の試算ではその宣伝効果は8億2千万円を上回るとされた。
一度は復帰したベンツであったが、2013年12月16日に目撃されたのを最後に、再び行方不明となった。同年12月23日以降、数度にわたり捜索が行われたが発見されず、αオスが行方不明となってから1ヶ月が経過すると死んだとみなすという園の慣例に従い、2014年1月17日、死亡と認定したと発表された。2月2日にC群第2位だったゾロメがαオスに認定され、就任式が行われた。

### 名誉ボス
2023年に行われた「回顧高崎山70! 高崎山を彩った心に残るサル部門」では有効投票数の半分を超える253票を集めて1位を獲得し、二つの群れの両方でボスとなった唯一のサルとして、園から「名誉ボス」の称号を贈られた。

## 名前
貫禄のある態度から、高級車であるメルセデス・ベンツに因んで「ベンツ」と名付けられた。名前が「ベンツ」であることから、C群のαオスへの就任式の際にはメルセデス・ベンツを扱う大分ヤナセからミニカーとバナナが贈られた。また、2011年11月3日には、オットー・F・ベンツルフトハンザドイツ航空日本支社長が、同名のよしみから、ベンツに会うために高崎山を訪れている。この際にも大分ヤナセの協力で、メルセデス・ベンツに乗って来園した。